# Municipio de Delaware (condado de Jefferson)
El municipio de Delaware (en inglés: Delaware Township) es un municipio ubicado en el condado de Jefferson en el estado estadounidense de Kansas. En el año 2010 tenía una población de 1939 habitantes y una densidad poblacional de 8,45 personas por km².

## Geografía
El municipio de Delaware se encuentra ubicado en las coordenadas 39°21′30″N 95°29′36″O / 39.35833, -95.49333. Según la Oficina del Censo de los Estados Unidos, el municipio tiene una superficie total de 229.44 km², de la cual 226,77 km² corresponden a tierra firme y (1,16 %) 2,67 km² es agua.

## Demografía
Según el censo de 2010, había 1939 personas residiendo en el municipio de Delaware. La densidad de población era de 8,45 hab./km². De los 1939 habitantes, el municipio de Delaware estaba compuesto por el 97,27 % blancos, el 1,29 % eran afroamericanos, el 0,77 % eran amerindios, el 0,05 % eran asiáticos, el 0,1 % eran de otras razas y el 0,52 % eran de una mezcla de razas. Del total de la población el 1,55 % eran hispanos o latinos de cualquier raza.